# Kangasjärvi (sjö i Nyslott, Södra Savolax)
Kangasjärvi är en sjö i kommunen Nyslott i landskapet Södra Savolax i Finland. Sjön ligger 87,5 meter över havet. Den är 13,5 meter djup. Arean är 56 hektar och strandlinjen är 6,09 kilometer lång. Sjön  ingår i Vuoksens huvudavrinningsområde.   Den ligger omkring 120 kilometer nordöst om S:t Michel och omkring 320 kilometer nordöst om Helsingfors. 